# Eurytoma obtusa
Eurytoma obtusa är en stekelart som beskrevs av Bugbee 1967. Eurytoma obtusa ingår i släktet Eurytoma och familjen kragglanssteklar. Inga underarter finns listade i Catalogue of Life.